# São Bartolomeu (Ouro Preto)
São Bartolomeu é um distrito do município brasileiro de Ouro Preto, no interior do estado de Minas Gerais. Segundo o censo demográfico de 2022, realizado pelo Instituto Brasileiro de Geografia e Estatística (IBGE), sua população era de 754 habitantes e havia 308 domicílios particulares permanentes ocupados. Possui área de 161,43 km² conforme a Fundação João Pinheiro (FJP).
De acordo com o IBGE, em 2010 a população era de 730 habitantes e havia 498 domicílios particulares.
Fica a 15 km do distrito-sede e está a uma altitude média de 1 028 metros.

## Histórico
No final do século XVII, os bandeirantes fundaram São Bartolomeu, às margens do rio das Velhas. A imponente Matriz, a Igreja de Nossa Senhora das Mercês e o casario colonial são pontos altos do barroco mineiro. A festa do padroeiro, em 24 de agosto, revive as tradições do ciclo do ouro.
O distrito foi criado pela lei estadual nº 2 de 14 de setembro de 1891.

## Tradição
O distrito de São Bartolomeu é famoso por sua produção artesanal de doces. A festa da goiaba, de maior tradição, tem o apoio da prefeitura de Ouro Preto e seu objetivo é celebrar a colheita da fruta, para produção da tradicional goiabada Cascão. A goiabada de São Bartolomeu foi registrada, igualmente como o queijo minas e outros produtos regionais, como patrimônio imaterial em um programa instituído por força do decreto 3551/2000 do Governo Federal.

## Imagens

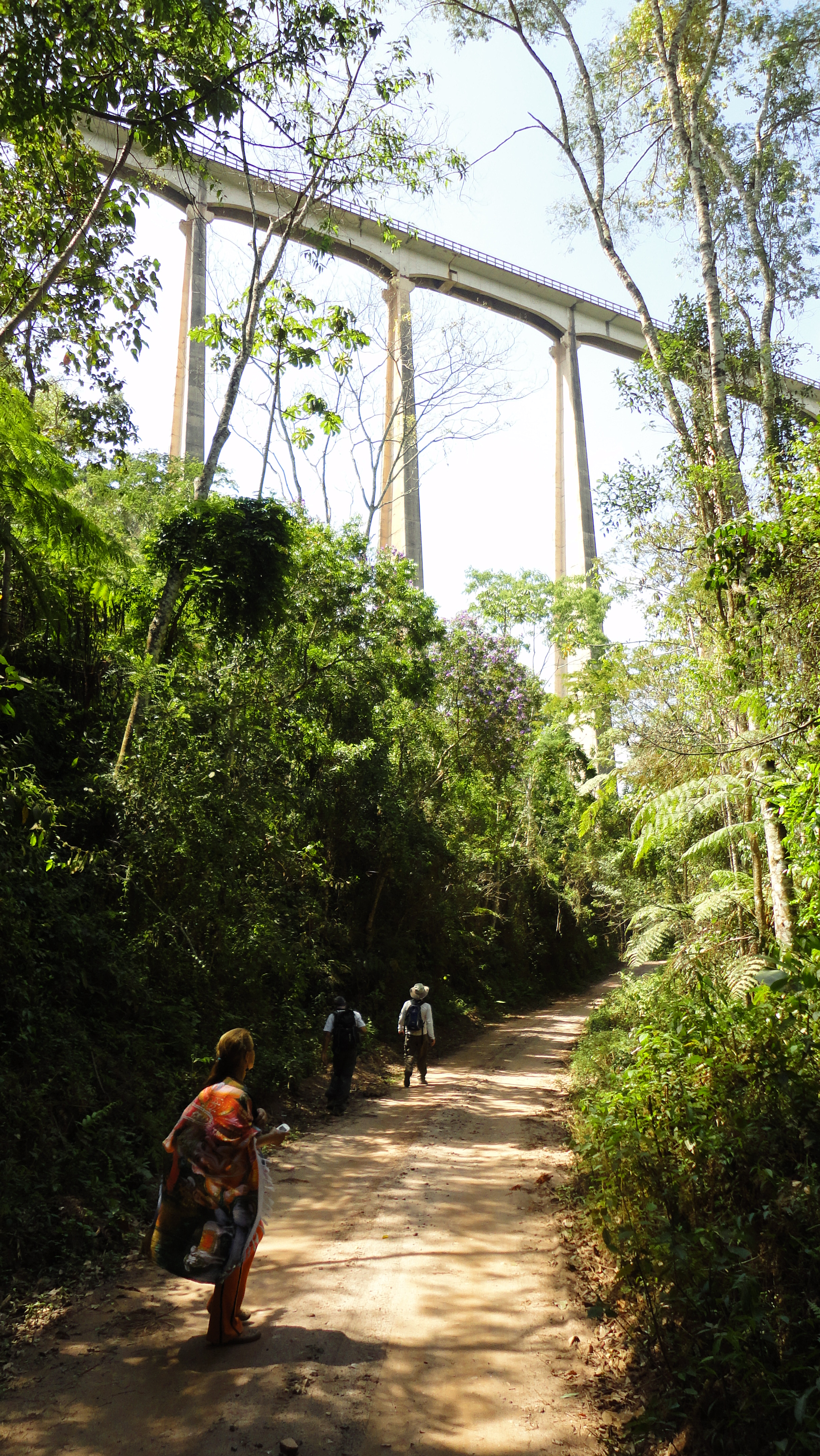
Linha da Vale em São Bartolomeu
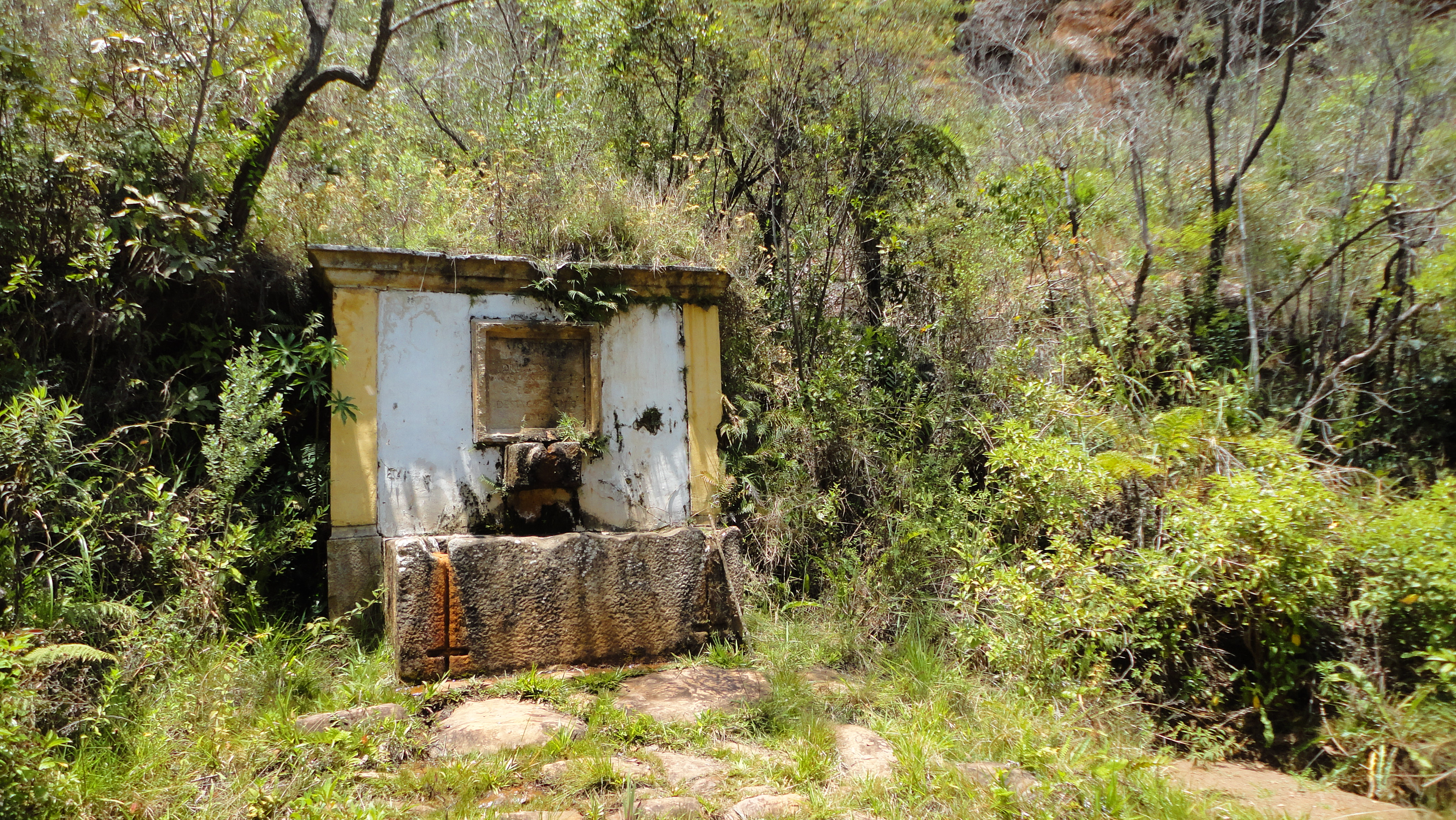
Chafariz Dom Rodrigo
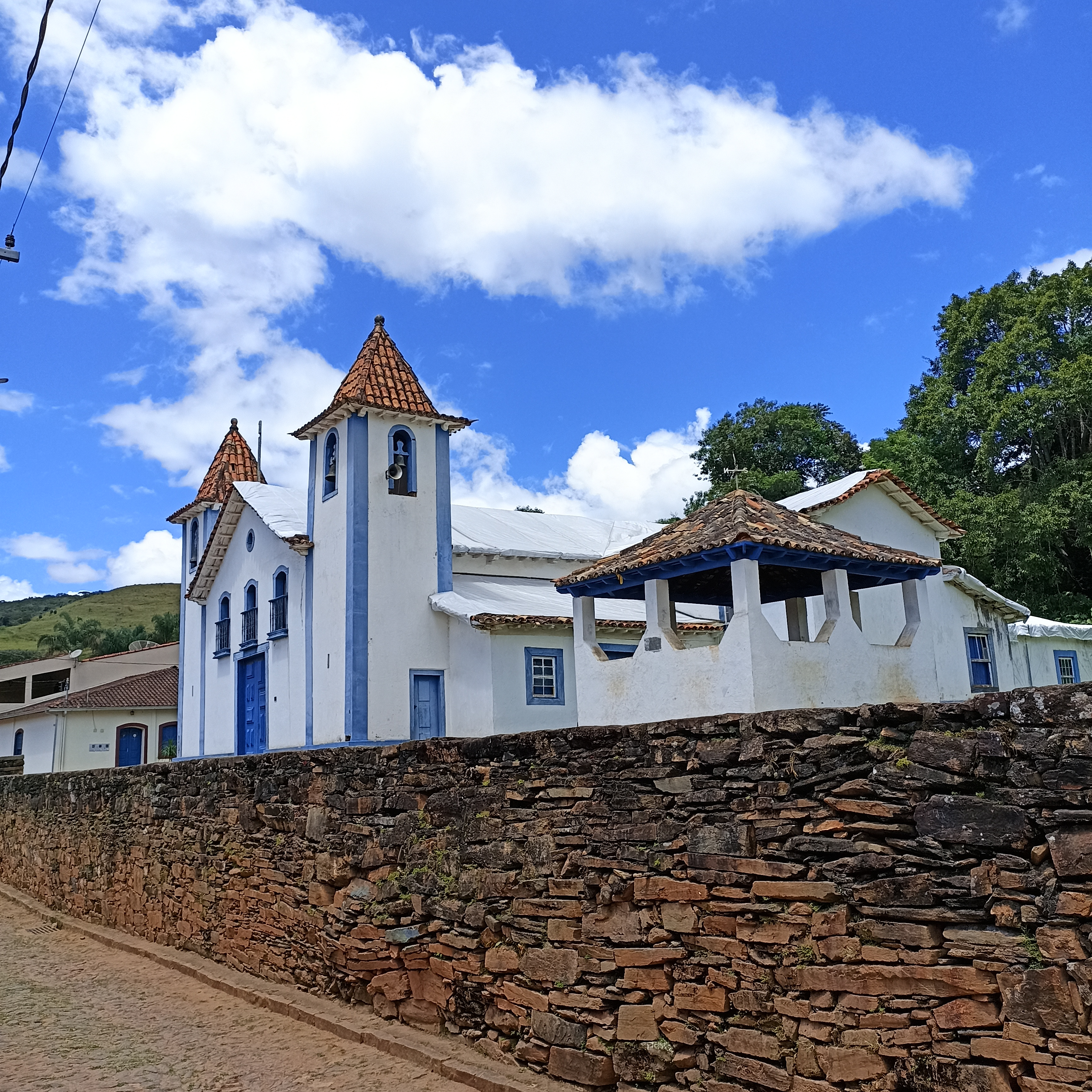
Igreja Matriz de São Bartolomeu